# Pero Šimleša
Pero Šimleša (Ljuša, Jajce, 27. travnja 1910. – Zagreb, 2. kolovoza 1988.), poznat i kao Petar Šimleša, bio je hrvatski sveučilišni profesor, teoretičar obrazovanja i saborski zastupnik.

## Životopis
Pero Šimleša je rođen u selu Ljuša kod Jajca, u Bosni i Hercegovini, 27. travnja 1910. godine. Osnovno i srednje obrazovanje završio je u  Jajcu. Petar Šimleša studirao je pedagogiju na Filozofskom fakultetu u Zagrebu, gdje je i doktorirao 1951. godine.
Šimleša je radio kao član osoblja na istoj ustanovi od 1946. do svog umirovljenja 1975., postavši redoviti profesor 1960. godine. Za vrijeme obnašanja dužnosti bio je predstojnik Odsjeka za pedagogiju, predstojnik Zavoda za didaktiku i metodiku te dekan Fakulteta (1966. – 1968). Na području pedagogije i obrazovanja Šimleša je bio branitelj reforme obrazovanja i suvremenih metoda poučavanja.
Šimleša je također bio zastupnik u Saboru SR Hrvatske i predsjednik Hrvatskog prosvjetnog vijeća. Obnašao je vodeće dužnosti u Pedagoško-književnom zboru, uključujući i dužnost počasnog predsjednika. Njegov je doprinos prepoznat s nekoliko nagrada, uključujući češku Monumentalnu plaketu J. A. Komenskog i Državnu nagradu "Ivan Filipović" za životno djelo.

## Djela
- "Uzroci formalizma u znanju učenika", (1951.)
- "Metodika", 1954. – opći sažetak o metodici nastave[3]
- "Suvremena nastava" (1965.) – knjiga o suvremenoj nastavi.
- "Na putu do reformirane škole" (1977.)[4]
- "Izabrana djela" (1980.)
- "Enciklopedijski rječnik pedagogije", 1963. (kao urednik)
- "Pedagogija", 1988., 1990., Priština (na albanskom)
- "Pedagoška enciklopedija", 1989. (kao urednik)[5]